# Марджори де Соуса
Марджори Лисет де Соуса де Аламо (на испански: Marjorie Lissette De Sousa Rivas) e актриса и модел. Висока е 175 см.

## Биография
Родена е на 23 април 1980 г. в Каракас, Венецуела.
Майка ѝ се казва Глория, а баща ѝ – Хуан. Има по-малък брат, Хуан Карлос.
Още от 12-годишна възраст започва да участва в различни реклами (Kotex, Yukeri, Pepsi, Avon, Pantalones Minelli, Maltin Polar, Polar, Femini).
През 1999 г. участва в конкурса за красота „Мис Венесуела“, а след това се връща във Венесуела и започва да участва в теленовели. Изявява се и в театъра. В България е позната от теленовелата „Дивата котка“ в ролята на Камелия Валенте.
Между 2004 и 2006 г. е женена за актьора (също снимащ се в теленовели) Нелсон Рикардо Аламо.

### Любопитни факти
Любими цветове: турско синьо, бяло, розово. За добро свое качество посочва искреност, главен недостатък – опърничавост.

## Филмография

### Теленовели
- Графът: Любов и чест (El Conde: Amor y honor) (2024) – Кайетана Кара
- Късмет (Golpe de suerte) (2023) – Ева Монтана
- Бездушната (La desalmada) (2021) – Хулия Торебланка де Гаярдо
- Малко твой (Un poquito tuyo) (2019) – Хулиета Варгас
- До края на света (Hasta fin del mundo) (2014) – София
- Истинската любов (Amores verdaderos) (2012) – Кендра Ферети
- Страстно сърце (Corazón apasionado) (2011) – Летисия Бракамонтес
- Пожертвани сърца (Sacrificio de mujer) (2010) – Клеменсия Астудийо
- Грешница (Pecadora) (2009-2010) – Саманта Сабатер
- Стара? Aз?! (¿Vieja Yo?) (2008) – Естефания Урутия
- Купена любов (Amor comprado) (2007) – Марго Салинас
- Измамна любов (Y los declaro marido y mujer) (2006) – Саоя Мухика
- Soltera y sin compromiso (2006) – Хулия Малдонадо
- Да си красива не е достатъчно (Ser bonita no basta) (2005) – Корал Торес Олавария
- Тъмна орис (Mariana de la noche) (2003) – Карол
- Ребека (Rebeca) (2003) – Хисела Хидалва
- Дивата котка (Gata Salvaje) (2002-2003) – Камелия Валенте
- Женски войни (Guerra de mujeres) (2001) – Каролина

### Театър
- Парфюмът на Гардения (Perfume de Gardenia) (2013) – Гардения